# Muscolo obliquo superiore della testa
Nell'anatomia umana il muscolo obliquo superiore della testa è un muscolo della regione suboccipitale del torso.